# 三善章誉
三善 章誉（みよし あきよ）は、日本の照明技師。

## 主な作品

### テレビ作品
- 「結党!老人党」（2009年）
- 「後の日」（2010年）
- 「東京コントロール」（2011年3D撮影）
- 「anone」（2018年）

### 映画作品
- 「恋するトマト」（2005年）
- 「巨乳をビジネスにした男」（2006年）
- 「檸檬のころ」（2007年）
- 「魁!!男塾」（2008年）
- 「おっぱいバレー」（2008年）
- 「K-20 怪人二十面相・伝」（2008年）
- 「さまよう刃」（2009年）
- 「ボックス!」（2010年）
- 「KG カラテガール」（2011年）
- 「OVER DRIVE」 (2018年)